# 拉斯維加斯大獎賽
拉斯維加斯大獎賽（英語：Las Vegas Grand Prix）是一級方程式賽事，始於2023年，該賽事在內華達州拉斯維加斯中拉斯維加斯大道的拉斯維加斯街道賽道上舉行。

## 歷史
2022年3月，外間已經有傳聞拉斯維加斯將會重返一級方程式賽事。拉斯維加斯上一次舉辦一級方程式大獎賽已經是在1982年的凱撒宮大獎賽。第一屆賽事於2023年11月18日在拉斯維加斯大道附近舉行。這將是在F1賽曆中的第三個在美國舉辦的大獎賽 （其餘兩個分別是美國大獎賽和邁阿密大獎賽）。
拉斯维加斯大奖赛也是F1母公司自由媒体继迈阿密大奖赛之后领头筹备举办的又一场一级方程式赛事。

## 賽道佈局
賽道是專門為F1大獎賽而設計，已經提出並測試了幾種可能的賽道設計。最後決定這將是一條6.12公里（3.8英里）的賽道，有14個彎道、3條直道和2個DRS區域。

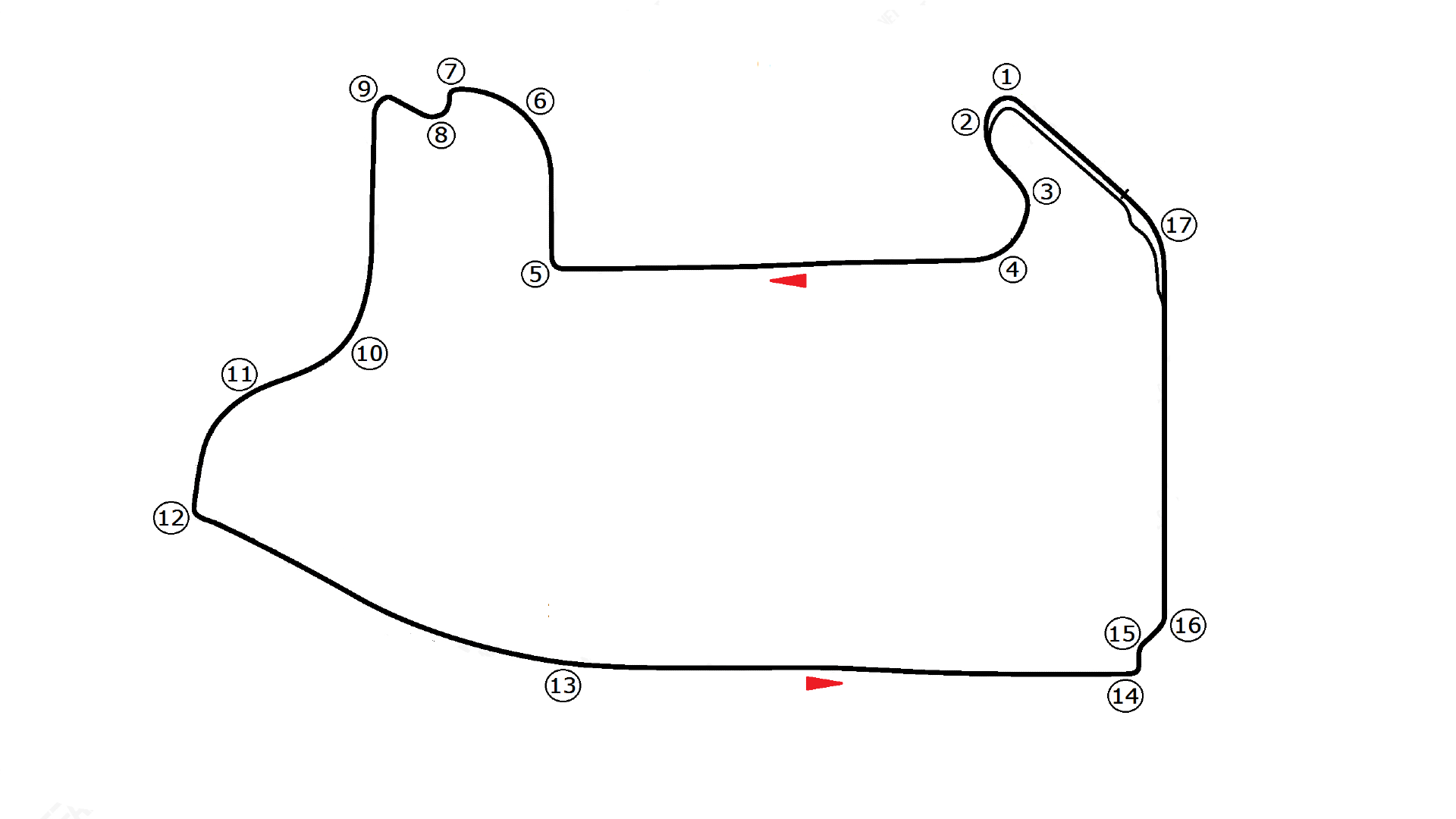
拉斯維加斯街道賽道佈局

這個長6.120（3.803英里）的街道賽道有14個彎道和一條長1.920（1.193英里）的大直路。賽道形狀因酷似姆明而被戲稱為「姆明賽道」。賽道是逆時針行駛，在一個廢棄的停車場做起點（將被重新開發為維修區和圍場區域，並包含永久性賽道）。第一個彎道是一個髮夾彎，之后賽道略微向左彎曲，然後是一個快速向右彎，從永久賽道過渡到城市街道。然後賽車在長800（0.50英里）的Koval Lane行駛，然後進入緩慢的90度右彎，然後進入一個長長的左彎，環繞著威尼斯人酒店球體館並進入金沙大道。然后賽道在金沙大道上經過兩個非常快速的彎道，然後進入緩慢的左彎進入拉斯維加斯大道。這是一個長1.920（1.193英里）的全速路段，有兩條直道和一個輕微的左轉，經過一些拉斯維加斯最著名的酒店和賭場。然后賽道經過一系列緩慢的彎道后進入哈蒙大道，沿著長800（0.50英里）的直道直行，然後通過一個非常快速的左轉完成一圈或回到維修站。

## 賽事名稱
- 海尼根星銀拉斯維加斯大獎賽[1]2023–現在

## 冠軍

### 歷屆冠軍
| 年份 | 車手            | 車隊              | 賽道               | 報告 |
| ---- | --------------- | ----------------- | ------------------ | ---- |
| 2024 | 喬治·羅素       | 梅賽德斯          | 拉斯維加斯街道賽道 | 报告 |
| 2023 | 馬克斯·維斯塔潘 | 紅牛–本田紅牛動力 | 拉斯維加斯街道賽道 | 报告 |